# 屏東美術館
屏東美術館（Pingtung Art Museum），簡稱屏美館，它是臺灣第一間也是唯一鄉鎮市級美術館。

## 簡介
美術館為地上三層之建築物，佔地面積約為980平方公尺，由屏東市公所員工林榕樟設計，原作為屏東市公所廳舍。館內一樓有兩處展覽室，並有販售咖啡簡餐的藝文商店。二樓有三處展覽室，以及多功能研習室。三樓則為館長室與行政辦公室。建築後方亦有一空地可供休憩。地處屏東市金融、商業中心，屬於戰後第一代縣轄市官署建築，具地方歷史意義。

## 歷史沿革
- 1953年，屏東市公所辦公廳落成。
- 2005年，屏東市公所遷址。隔年屏東縣政府文化局（2008年改為屏東縣政府文化處）向屏東市公所借用，將該棟建築物完整保留，並計畫改為美術館。
- 2007年，在文建會（今文化部）補助下，屏東美術館落成。
- 2012年1月16日借約期滿，改隸屏東市公所，成為臺灣第一座鄉鎮市級美術館[4]。
- 2013年1月12日，在市公所整修完畢下，重新開館。

## 組織
組織編制有藝術總監一人，並設諮詢委員會提供本館各項營運方針建議；藝術總監下設有秘書一人（秘書同時兼掌企劃組職務），以及研究組、展覽組、推廣組各一人。館內另編制志工服務小組，協助美術館營運相關事務。

## 參觀資訊
- 開放時間:週二～週日　AM 9：00～PM 17：30
- 休館日:週一及國定假日。
- 票價：免費參觀。

## 交通
市區公車
| 路線號碼 | 營運區間                 | 公車站牌   |
| -------- | ------------------------ | ---------- |
| 509      | 屏東轉運站－屏東科技大學 | 警察大樓站 |

公路客運
| 路線號碼 | 營運區間               | 公車站牌       |
| -------- | ---------------------- | -------------- |
| 8216     | 屏東－里港             | 林森信義路口站 |
| 8217     | 屏東－高樹             | 林森信義路口站 |
| 8218     | 屏東－大津             | 林森信義路口站 |
| 8220     | 屏東－里港－美濃       | 林森信義路口站 |
| 8221     | 屏東－德和－鹽埔       | 林森信義路口站 |
| 8222     | 屏東－洛陽－鹽埔       | 林森信義路口站 |
| 8223     | 屏東－高朗朗－鹽埔     | 林森信義路口站 |
| 8225     | 屏東－洛陽－仕絨－鹽埔 | 林森信義路口站 |
| 8226     | 屏東－高樹             | 林森信義路口站 |
| 8227     | 屏東－三地門鄉公所     | 警察大樓站     |
| 8228     | 屏東－份仔－三地門     | 警察大樓站     |
| 8229     | 屏東－三和村－三地門   | 警察大樓站     |

## 外部連結
- 屏東美術館 （页面存档备份，存于）
- 屏東美術館的Facebook專頁 （页面存档备份，存于）